# Jack Llewelyn Davies
John «Jack» Llewelyn Davies (11 de septiembre de 1894-17 de septiembre de 1959) fue un militar británico, quien junto con sus cuatro hermanos, se hizo amigo de J.M. Barrie, quien a su vez se inspiró en ellos para crear al personaje de Peter Pan. Prestó servicio en la Marina Real británica durante la Primera Guerra Mundial y era primo de la escritora Daphne du Maurier. 

## Infancia
Jack y su hermano mayor George conocieron al escritor J.M. Barrie por primera vez en sus salidas regulares en los jardines de Kensington con su niñera Mary Hodgson y su hermano menor Peter en 1897. Participaron en aventuras teatrales con Barrie, lo que sirvió de inspiración para las aventuras sobre el escenario de Peter Pan y Wendy estrenadas en 1904. Poco antes de escribir la obra, Barrie creó un libro de fotos titulado The Boy Castaways, en el que aparecían los tres hermanos mayores fingiendo naufragar en una isla y luchando contra piratas, temas que luego aparecieron en la historia de Peter Pan. El personaje de John Darling, el mayor de los hermanos de Wendy, lleva su nombre.

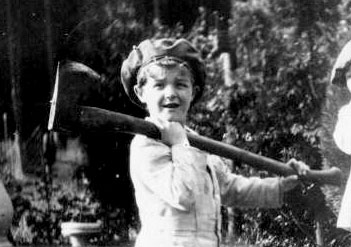
Jack en "The Boys Castaways", con casi siete años de edad.

En 1906, Barrie recomendó a Jack al Capitán Robert Falcon Scott para un puesto en el Osborne Naval College, a diferencia de sus hermanos, quienes asistieron al Eton College. Tras la muerte de sus padres Arthur (1907) y Sylvia (1910), Barrie se convirtió en el principal tutor de los cinco niños, apoyándolos financieramente. Según los informes, Jack albergaba cierto resentimiento hacia Barrie, a veces creyendo que el escritor estaba tratando de tomar el lugar de su padre (especialmente después de la muerte de este). No era tan cercano al escritor como sus hermanos, especialmente George y Michael.

## Vida adulta
Justo antes de la muerte de su madre, Jack se convirtió en oficial de la Marina Real británica, después de asistir al Royal Naval College en Osborne. Como oficial naval regular sirvió en el Atlántico Norte durante la Primera Guerra Mundial. Su hermano George murió en acción en el Frente Occidental en 1915. Su hermano Michael se ahogó en un aparente accidente en 1921. Sus hermanos Peter y Nicholas (el más joven) le sobrevivieron. 
Se casó con Geraldine "Gerrie» Gibb, de 19 años, en 1917, sin pedir permiso a Barrie, quien solo a regañadientes aprobó la unión. No obstante, Barrie le dio a la pareja la casa de la familia Davies, donde Michael y Nico aún vivían durante las vacaciones escolares, al cuidado de Mary Hodgson. La fricción entre Gerrie y Hodgson llevó a la renuncia de la mujer mayor. Jack tuvo dos hijos: Timothy (1921-1965) y Sylvia Jocelyn (llamada así por la madre de Jack, pero siempre conocida como Jane; 1924-1969).
John "Jack" Davies fue designado para el rango naval de teniente comandante en 1924. Al retirarse de la Marina Real, él y Geraldine se mudaron a una cabaña en St Endellion, en el norte de Cornualles. A finales de la década de 1940, su hermano, el editor Peter Davies, consultó con él sobre los detalles de una historia familiar informalmente titulada «La Morgue».
John "Jack" Davies murió el 17 de septiembre de 1959 a la edad de 65 años a causa de una enfermedad pulmonar, casi siete meses antes de que su hermano Peter se suicidara.